# Olaf Lubaszenko
Olaf Lubaszenko, właśc. Olaf Sergiusz Linde (ur. 6 grudnia 1968 we Wrocławiu) – polski aktor filmowy, dubbingowy i teatralny, reżyser i producent, prezenter telewizyjny, także wokalista i konferansjer, związany z Teatrem Buffo, dyrektor artystyczny Festiwalu Gwiazd w Międzyzdrojach, laureat Orła i Czeskiego Lwa za pierwszoplanową rolę w filmie Zabić Sekala.

## Życiorys

### Rodzina i edukacja
Jest synem aktora Edwarda Linde-Lubaszenki oraz aktorki, plastyczki i poetki Asji Łamtiuginy. Ma przyrodnią siostrę Beatę.
Uczęszczał do Szkoły Podstawowej nr 9 w Białymstoku (matka była aktorką tamtejszego teatru). Jest absolwentem IX LO im. Klementyny Hoffmanowej w Warszawie. Studiował socjologię na Uniwersytecie Warszawskim (w latach 1986–1987), a później w Chrześcijańskiej Akademii Teologicznej; żadnego z tych kierunków nie ukończył. Ukończył studia w Wyższej Szkole Komunikowania i Mediów Społecznych w Warszawie.
W 1991 zdał eksternistyczny egzamin aktorski.

### Kariera
Zadebiutował w wieku 14 lat tytułową rolą w serialu Życie Kamila Kuranta (1982). Później zagrał chłopca Ryśka w filmie Sonata marymoncka. Popularność przyniosły mu role w filmach: Piłkarski poker Janusza Zaorskiego i Krótki film o miłości Krzysztofa Kieślowskiego. Za występ w Krótkim filmie... otrzymał nagrodę na genewskim festiwalu „Gwiazdy Jutra”. Był asystentem reżysera w produkcji realizowanej przez Krzysztofa Kieślowskiego Dekalog, której częścią jest Krótki film o miłości. W 1991 wziął udział w popularnym musicalu Metro, reżyserowanym przez Janusza Józefowicza. Zagrał w Krollu Władysława Pasikowskiego. Został asystentem reżysera przy realizacji filmu Andrzeja Wajdy Pierścionek z orłem w koronie. W 1994 wystąpił w spektaklu Emigranci u boku Cezarego Pazury.
W 1997 zadebiutował jako reżyser filmem Sztos, łączącym w sobie elementy kina akcji i filmu obyczajowego. W 1998 podczas III Festiwalu Gwiazd w Międzyzdrojach odcisnął swoją dłoń na „Promenadzie Gwiazd”. W 1999 zrealizował komedię sensacyjną Chłopaki nie płaczą z Maciejem Stuhrem w roli głównej. W 2001 został członkiem Europejskiej Akademii Filmowej. Wystąpił w produkcjach sensacyjnych, takich jak: Słodko gorzki, Operacja Samum i Moja Angelika. Zagrał u boku Ewy Gawryluk w filmie Operacja „Koza” oraz Magdaleny Cieleckiej w komedii romantycznej Zakochani.

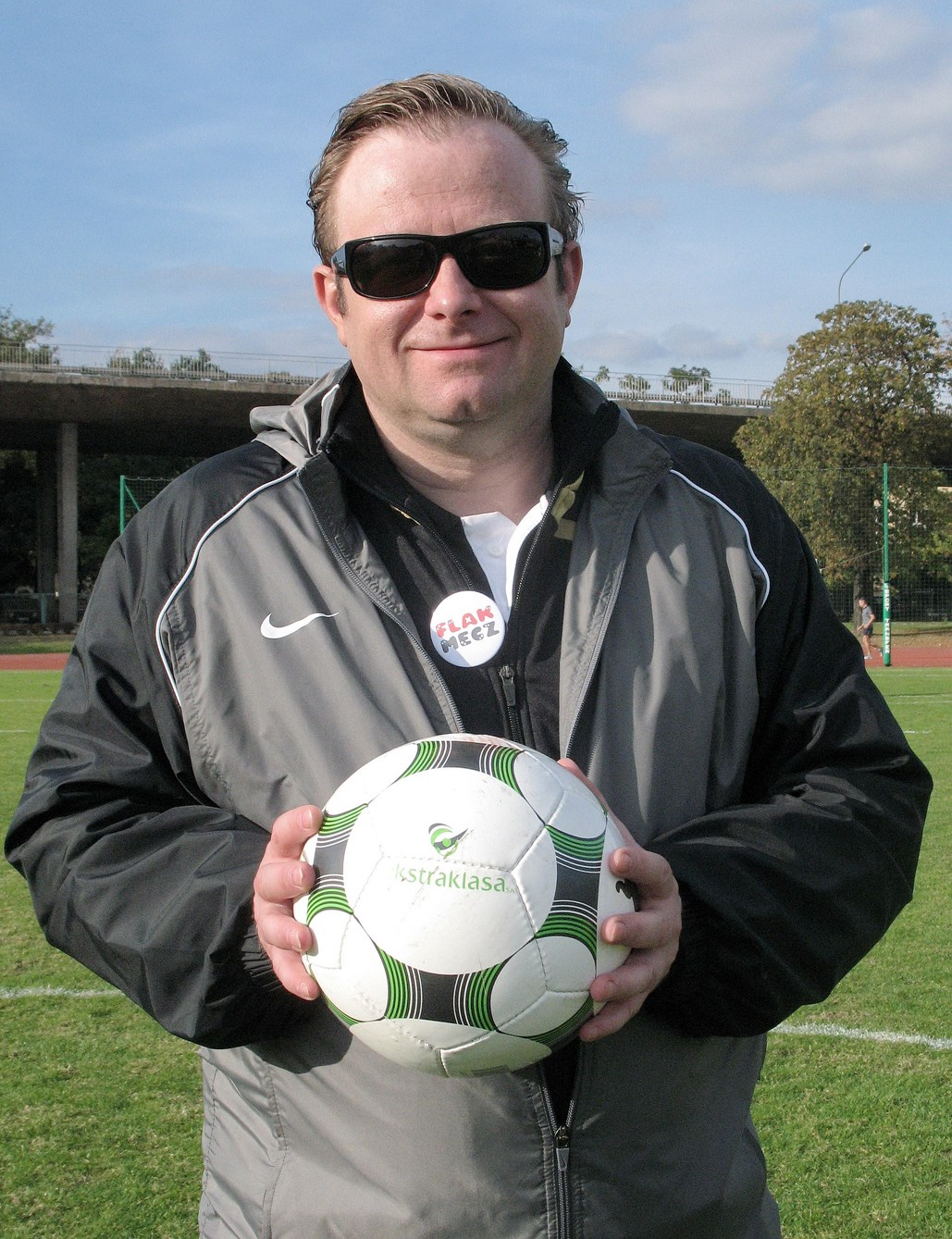
Lubaszenko (2009)

Pojawiał się również w serialach telewizyjnych: Ekstradycja 2 i Przeprowadzki. Zagrał policjanta Stanisława Olbrychta w serialu Sfora oraz jego kontynuacji, Fałszerze – powrót Sfory. W latach 2007–2011 grał Romana Pyrkę w serialu TVP2 Barwy szczęścia.
W sierpniu 2010 prowadził program Polsat Play Polska liga cudzoziemska, który prezentował kulisy życia polskich piłkarzy grających w zagranicznych ligach. Wystąpił gościnnie w Teatrze Dramatycznym w Białymstoku w spektaklu Zakłócenia w eterze.
Wystąpił w teledyskach do piosenek: Starczy słów Kasi Kowalskiej, Na krzywy ryj Elektrycznych gitar i Tango z pistoletem Katarzyny Groniec. Jest kapitanem Reprezentacji Artystów Polskich w piłce nożnej. Nagrał piosenkę Dream a Little Dream of Me na płycie Gra o miłość (piosenki wykonywane przez członków piłkarskiej Reprezentacji Artystów Polskich).
Jest bohaterem książki „Chłopaki niech płaczą” (Prószyński i S-ka, Warszawa 2015), wywiadu-rzeki udzielonego dziennikarzowi Pawłowi Piotrowiczowi.
W 2019 wystąpił w filmie Futro z misia.
W 2022 był dyrektorem Teatru im. Adama Mickiewicza w Częstochowie.

## Życie prywatne
Rozwiedziony z Katarzyną Groniec, z którą ma córkę Mariannę. Od 2006 związany z Hanną Wawrowską.
Jest krewnym polityka Jana Roszkowskiego, który był burmistrzem Prudnika w latach 1990–1998.
Jest kibicem Legii Warszawa, w której w wieku 13 lat trenował jako junior.

## Filmografia

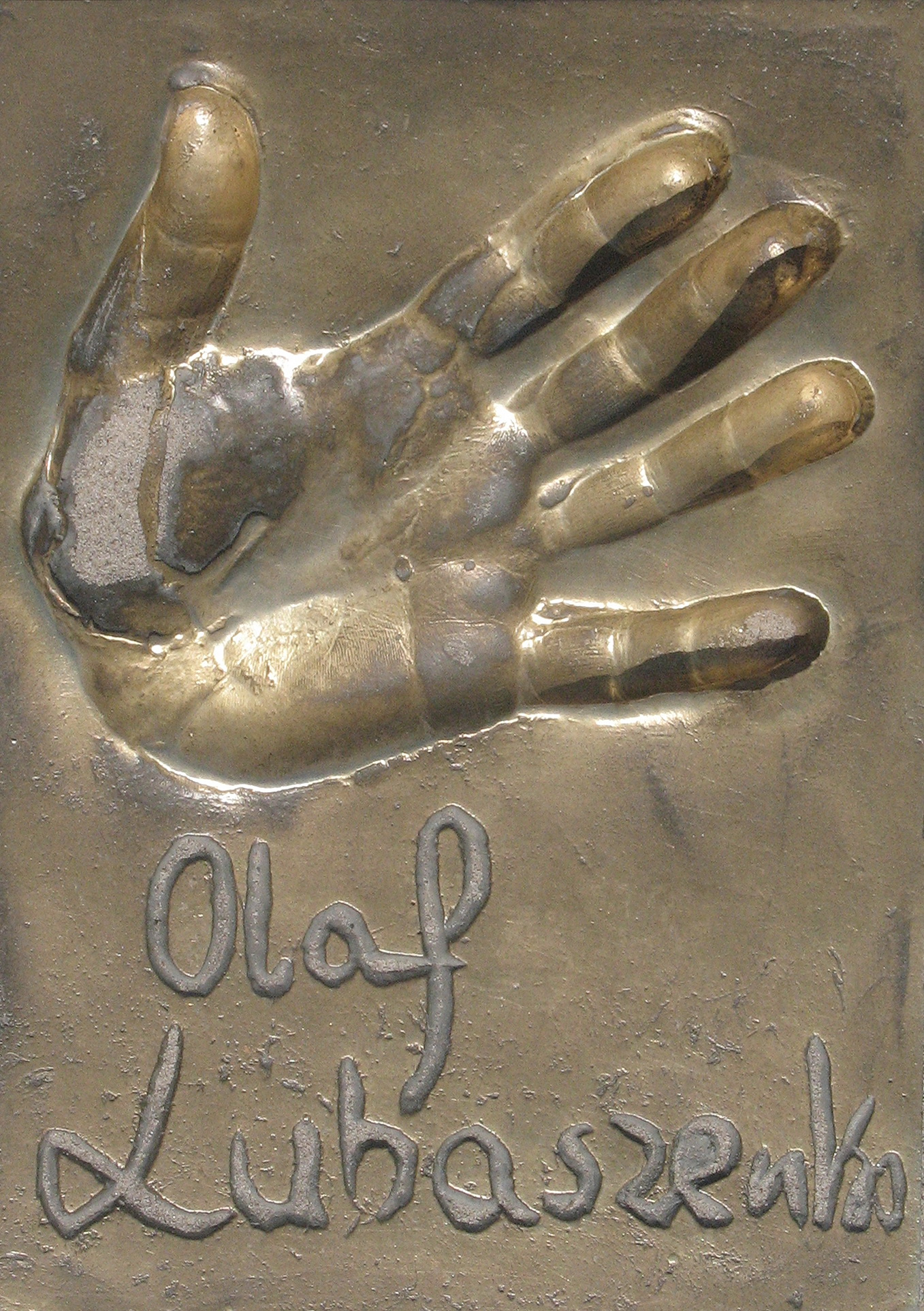
Odcisk dłoni Olafa Lubaszenki w Alei Gwiazd w Międzyzdrojach

### Reżyseria
- Sztos (1997)
- Chłopaki nie płaczą (2000)
- Skarb sekretarza (2000)
- Poranek kojota (2001)
- Król przedmieścia (2002)
- E=mc² (2002)
- Jest sprawa... (2002)
- Kosmici (2004)
- Faceci do wzięcia (2006–2007)
- Złoty środek (2009)
- Sztos 2 (2011)

### Aktor
- 1982: Życie Kamila Kuranta jako Kamil Kurant w młodości (odc. 1–3)
- 1984: Trzy młyny jako Jarogniew (odc. 2)
- 1987: Tabu jako Stefek
- 1987: Sonata marymoncka jako Rysiek Lewandowski
- 1987: Ludożerca jako żołnierz
- 1987: Wyrównanie rachunku
- 1987: Łuk Erosa jako Adam Karowski
- 1987: Trójkąt bermudzki jako grający w pokera z Henrykiem
- 1987: Bez grzechu jako Jarek Kalita
- 1988: Piłkarski poker jako Olek Grom
- 1988–1991: Pogranicze w ogniu jako Franek Relke
- 1988: Krótki film o miłości jako Tomek
- 1988: Dekalog VI jako Tomek
- 1988: Dekalog X jako chłopak pracujący na poczcie
- 1989: Po upadku. Sceny z życia nomenklatury jako Piotr
- 1989: Marcowe migdały jako Tomek
- 1989: Czarny wąwóz jako Ludwik
- 1990: Seszele jako Koleś
- 1990: Historia niemoralna jako Marek
- 1990: Korczak jako zastrzelony tramwajarz
- 1991: Odjazd jako ksiądz
- 1991: Kroll jako Marcin Kroll
- 1992: Psy jako Krzyś „Młody”
- 1992: Pamiętnik znaleziony w garbie – 2 role: młody Antoni; Janek, syn Antoniego
- 1993: Lista Schindlera jako strażnik w Oświęcimiu
- 1993: Kraj świata jako literat Stefan
- 1994: Les Amoureux jako Tomek
- 1995: Odjazd jako ksiądz (odc. 3)
- 1995: Gnoje jako Gąsior
- 1995: Uczeń diabła jako Ryszard
- 1996: Słodko gorzki jako brat Mata
- 1996: Poznań 56 jako czołgista
- 1996: Ekstradycja 2 jako Rafał Kulski
- 1996: Wirus jako Józek Kujawa
- 1997: Sztos – Mietek
- 1997: Kiler jako Olaf Lubaszenko, „aktor, co to jest reżyserem”
- 1998: Demony wojny według Goi jako porucznik Czacki
- 1998: Żona przychodzi nocą jako Adik
- 1998: Zabić Sekala jako Jura Baran
- 1999: Pierwszy milion jako ksiądz
- 1999: Operacja Samum jako Kosiński
- 1999: Operacja „Koza” jako Adam Horn
- 1999: Córy szczęścia  jako Janek
- 1999: Kiler-ów 2-óch jako Olaf Lubaszenko, „aktor, co to jest reżyserem”
- 1999: Moja Angelika jako Andrzej Kulik, szef grupy pościgowej
- 1999: Ja, Malinowski jako Koryl
- 2000: Pierwszy milion jako ksiądz
- 2000: Egoiści jako Smutny
- 2000: Bajland jako asystent Rydla
- 2000–2001: Przeprowadzki jako Stanisław Szczygieł
- 2000: Skarb sekretarza jako Zenon Wnuk
- 2000: Zakochani jako Marek Zdzierski, prawnik
- 2001: Garderoba damska jako Piotr (odc. 6 i 10)
- 2001: Stacja jako policjant Zawadzki
- 2001: Boże skrawki jako Gniecio Lipa
- 2001: Tam i z powrotem jako Niewczas
- 2002: Jest sprawa... jako trener Zenon Wnuk
- 2002: Sfora jako Stanisław Olbrycht
- 2002: Sfora: Bez litości jako Stanisław Olbrycht
- 2002: Rób swoje, ryzyko jest twoje jako Emil Baks
- 2002: E=mc² jako Max
- 2003: Marcinelle jako Martin
- 2005: Defekt jako radny Jerzy Kulesza
- 2006: Fałszerze – powrót Sfory jako Stanisław Olbrycht
- 2007–2012: Barwy szczęścia jako Roman Pyrka
- 2007: Determinator jako inspektor Artur Wejman
- 2009: Mniejsze zło jako SB-ek
- 2009: Dekalog 89+ jako listonosz Tomasz (cz. 2)
- 2009: Złoty środek – klawiszowiec
- 2010–2021: Blondynka jako ksiądz Teofil Błażejczyk
- 2010: Weekend jako Czeski
- 2012: Sztos 2 jako Mietek
- 2015: Strażacy jako Witold Michalak, prezes OSP
- 2016: Bodo jako Franz Kettler (odc. 3)[11]
- 2016: Operacja Bazyliszek – film z cyklu Legendy polskie
- 2018: Miłość jest wszystkim jako Jan
- 2018: Kobiety mafii jako komendant
- 2019: Odwróceni. Ojcowie i córki jako prokurator Adam Gołąbek
- 2019: Futro z misia jako Nerwowy
- 2019: Stulecie Winnych jako doktor Ludwik Brzozowski
- 2020: W lesie dziś nie zaśnie nikt jako policjant
- 2022: Ostatnia wieczerza – jako przeor Andrzej
- od 2024: Komisarz Alex jako inspektor Ireneusz Gancarz
- 2024: Napad jako major Tadeusz Gadacz

### Udział gościnny
- 1998: 13 posterunek jako scenarzysta (odc. 34)
- 2001: Na dobre i na złe jako Leon
- 2005: Czego się boją faceci, czyli seks w mniejszym mieście jako Olaf Milski, przyrodni brat Gustawa
- 2005: Anioł Stróż jako Jerzy (odc. 6)

### Polski dubbing
- 2001: Fallout Tactics: Brotherhood of Steel jako Gammorin/Smith
- 2003: Gdzie jest Nemo? jako Idol
- 2003: Magiczna Gwiazda jako Hubert
- 2003: Nienasycenie jako narrator
- 2004: Lucky Luke jako Lucky Luke
- 2006: Wielka wędrówka
- 2007: Lissi na lodzie jako Yeti
- 2008: Cziłała z Beverly Hills jako Delgado
- 2011: Cziłała z Beverly Hills 2 jako Delgado
- 2012: Ralph Demolka jako Ralph
- 2013: Samoloty jako Beka
- 2014: Samoloty 2 jako Beka
- 2014: Strażnicy Galaktyki jako Rhomman Dey
- 2017: Star Wars: Battlefront II jako Lando Calrissian
- 2018: Ralph Demolka w internecie jako Ralph

## Spektakle

### Role
- 1986: Bidul (Teatr Telewizji)
- 1987: Ludożerca
- 1989: Metro
- 1990: Szalbierz jako Rybak (Teatr Telewizji)
- 1992: Dożywocie jako Filip (Teatr Telewizji)
- 1993: Historia jednego dnia z epilogiem jak John (Teatr Telewizji)
- 1993: Wróć Kropeczko jako Tom (Teatr Telewizji)
- 1994: Anielka jako Żyd Szmul (Teatr Telewizji)
- 1994: Biesiada sarmacka jako Husarz (Teatr Telewizji)
- 1994: Emigranci jako AA (Teatr im. Siemaszkowej w Rzeszowie)
- 1994: Dwaj panowie z Werony jako Chybcik (Teatr Telewizji)
- 1995: Cisza jako Piotr (Teatr Telewizji)
- 1995: Jasnowidz jako Piotr Michalski (Teatr „13 Muz” w Szczecinie)
- 1995: Don Carlos jako Markiz Posa (Teatr Telewizji)
- 1995: Ekscelencja jako Widoplasow (Teatr Telewizji)
- 1995: Łowca jasnowidzów jako Piotr Michalski
- 1995: Markiz von Keith jako Markiz von Keith (Teatr Telewizji)
- 1996: Filomena Maturano jako Michele (Teatr Telewizji)
- 1996: Pokój pełen liści jako Slockenheimer (Teatr Telewizji)
- 1996: Wassa Żeleznowa jako Siemion (Teatr Telewizji)
- 1997: Czerwony Kapturek jako Zajączek (Teatr Telewizji)
- 1997: Ketchup Schroedera jako Rysiek (Teatr Telewizji)
- 1997: Mistrz jako Seweryn Goszczyński (Teatr Telewizji)
- 1998: Człowiek do wszystkiego jako inspektor Washbourne (Teatr Telewizji)
- 1998: Dama od Maxima jako doktor Petypon (Teatr Telewizji)
- 1998: Edith i Marlene jako Marcel (Teatr Telewizji)
- 1999: Woyzeck jako Woyzeck (Teatr Telewizji)
- 1999: Lalek jako Lalek (Teatr Telewizji)
- 2000: Urodziny mistrza jako młody (Teatr Telewizji)
- 2003: Niektóre gatunki orłów jako Pepe (Teatr na Woli im. Łomnickiego w Warszawie)
- 2004: Panna Tutli Putli jako działacz (Teatr Studio Buffo w Warszawie)
- 2007: Dziecko w krainie muzyki jako aktor (Mazowiecki Teatr Muzyczny Operetka w Warszawie)
- 2010: Diabli mnie biorą jako Lucyfer (Teatr Nowy w Łodzi); autor Marek Rębacz
- 2011: Księżyc i magnolie jako Selznick (Teatr STU w Krakowie)

### Inscenizacje
- 1996: Małgosia (Teatr Telewizji)
- 1998: Yes, panie Maluchan (Teatr Telewizji)
- 2002: Pięciu braci Moe (Teatr Muzyczny „Roma” w Warszawie)
- 2003: Niektóre gatunki orłów (Teatr na Woli im. Łomnickiego w Warszawie)
- 2004: Kolacja na 4 ręce (Teatr Nowy im. Łomnickiego Poznaniu)
- 2005: Pięciu braci Moe (Teatr Muzyczny im. Baduszkowej w Gdyni)
- 2012: Single i remiksy (Teatr MY)
- 2014: Kochanie na kredyt (Teatr MY)
- 2016: Single po japońsku (Teatr MY)
- 2018: Dwie pary do pary (Teatr Capitol w Warszawie)
- 2019: Akt równoległy (Teatr Capitol w Warszawie)

## Udział w programach telewizyjnych
- Egzamin dojrzałości
- Ananasy z mojej klasy (2000)
- Milionerzy (wydanie specjalne, 2001)
- Jak łyse konie (2003)
- Wieczór z Jagielskim (2003)
- Mamy cię! (2004)
- Bal mistrzów sportu (prowadzenie, 2005)
- Moja krew (2005)
- Najlepszy z najlepszych (prowadzenie, 2005)[12]
- Łowcy śmiechu (2005)
- Kuba Wojewódzki (2006)
- Od miłości do szczęścia – relacje z planu serialu Barwy szczęścia (2007, 2008)
- Barwy szczęścia kontra Na dobre i na złe (2008)
- Orzeł czy reszta? (2008)
- Kocham cię, Polsko! (2016)

## Nagrody
- 1986 – Nagroda na Ogólnopolskim Festiwalu Filmów dla Dzieci i Młodzieży w Poznaniu za rolę w Bidulu (reż. Wiktor Skrzynecki, widowisko tv)
- 1988 – Nagroda aktorska uzyskana w wyniku plebiscytu publiczności na KSF „Młodzi i Film” w Koszalinie za rolę w filmie Bez grzechu
- 1989 – „Złota Kaczka” za rok 1988, kategoria: najlepszy polski aktor
- 1989 – Nagroda Aktorska na Festiwalu „Gwiazdy Jutra” w Genewie za rolę w filmie Krótki film o miłości
- 1993 – Nagroda na MFF w Cancún za rolę męską w filmie Pamiętnik znaleziony w garbie
- 1998 – Nagroda Aktorska na MFF w Karlovych Varach za rolę w Zabić Sekala
- 1999 – Czeski Lew w kategorii: pierwszoplanowa rola męska w Zabić Sekala
- 1999 – Orzeł w kategorii: najlepsza rola męska w Zabić Sekala
- 2002 – Złoty Granat na Festiwalu Filmów Komediowych w Lubomierzu za Poranek kojota
- 2003 – Srebrny Granat na Festiwalu Filmów Komediowych w Lubomierzu za E=mc²
- 2003 – I miejsce w plebiscycie publiczności za kreację aktorską w spektaklu Niektóre gatunki orłów na XLII Rzeszowskich Spotkaniach Teatralnych
- 2004 – nagroda The Walt Disney Company Polska dla najlepszych twórców polskiej wersji językowej w filmach animowanych – za rolę Idola w filmie Gdzie jest Nemo (Warszawa)